# Jošio Nišina
Jošio Nišina (japonsky 仁科芳雄, Nišina Jošio; 6. prosince 1890 – 10. ledna 1951) byl japonský fyzik. Bývá nazýván „otcem zakladatelem moderní fyziky v Japonsku“.

## Život

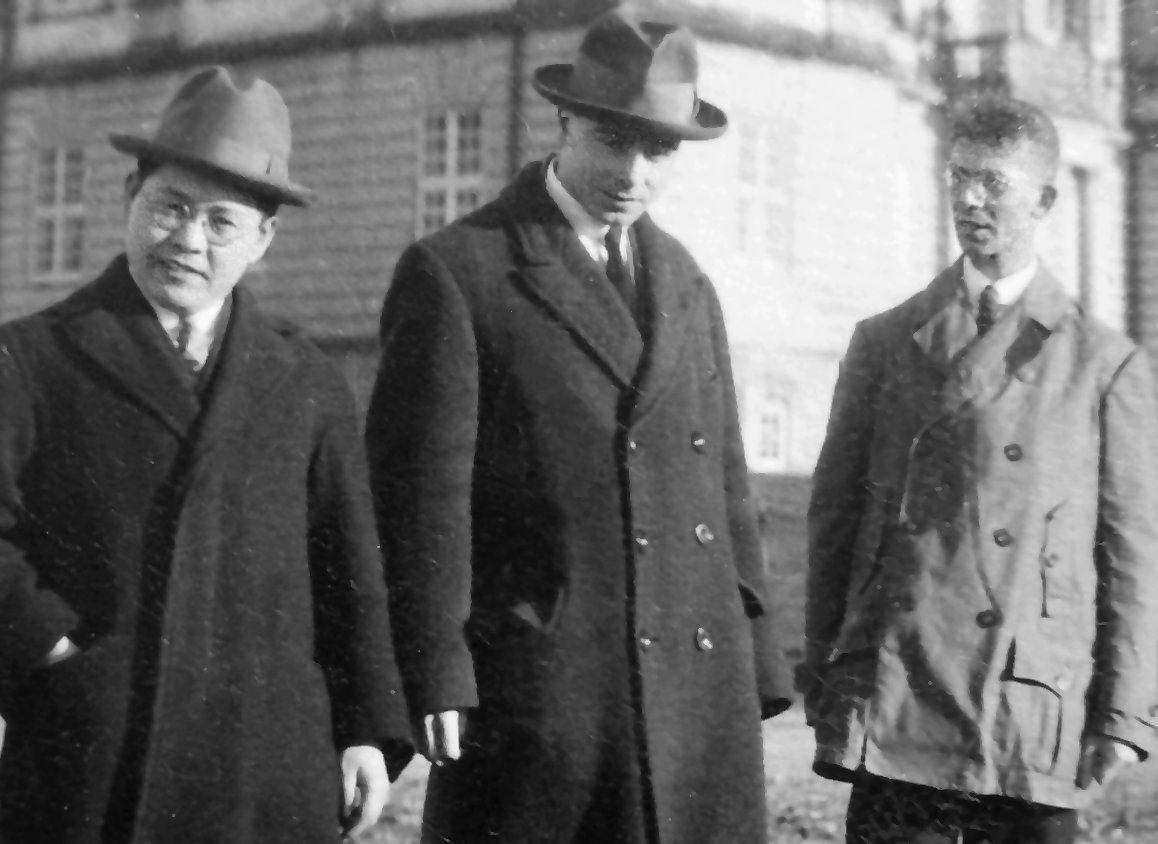
Jošio Nišina, Llewellyn Thomas a Friedrich Hund, v Kodani v roce 1926

Nišina se narodil v Satoshō v Okayamě, a vystudoval Tokijskou univerzitu jako elektrický inženýr v roce 1918. Po dokončení studia se stal zaměstnancem Ústavu pro fyzikální a chemický výzkum (nyní RIKEN).
V roce 1921 byl kvůli výzkumu poslán do Evropy. Navštívil některé Evropské univerzity a instituce, včetně Cavendishovy laboratoře, univerzity v Göttingenu a Kodaňské univerzity. V Kodani prováděl výzkum s Nielsem Bohrem, s nímž se velmi spřátelil. V roce 1928 napsal knihu o nekoherentním nebo Comptonově rozptylu s Oskarem Kleinem v Kodani, z níž byl odvozen Kleinův–Nišinův vzorec.
V roce 1929 se vrátil do Japonska, kde se snažil podpořit prostředí pro studium kvantové mechaniky. Založil Nišinovu laboratoř v rámci RIKENu v roce 1931 a pozval některé západní učence do Japonska, včetně Heisenberga, Diraca a Bohra, stimulovat japonskou fyziku. Jeho laboratoř byla vážně poškozena během druhé světové války a většina zařízení musela být po válce vyřazena a přestavěna.
Zemřel na rakovinu jater v roce 1951.
Kráter Nišina na Měsíci je pojmenován po něm.

## Práce
Nišina je spoluautoremem Kleinova–Nišinova vzorce. Jeho výzkum se týkal kosmického záření a vývoje urychlovačů částic, pro něž zkonstruoval na RIKENu několik cyklotronů. Zejména objevil miony v kosmickém záření nezávisle na Andersonovi a jeho spolupracovnících. Objevil také izotop uranu uran-237 a propagoval studium jevu symetrického štěpení vyskytujícího se při rychlém neutronovém ozařování uranu (1939–1940).
Byl hlavním výzkumným pracovníkem RIKENu a vedl generace fyziků, včetně dvou nositelů Nobelovy ceny: Hidekiho Jukawy a Šin’ičiró Tomonagy.
Během druhé světové války byl šéfem japonského jaderného programu.